# Château de Peyrolles-en-Provence
Pour les articles homonymes, voir Château du roi René.
Le château de Peyrolles-en-Provence ou château du roi René est un château situé à Peyrolles-en-Provence, dans les Bouches-du-Rhône en France.

## Histoire

### La forteresse médiévale
D'un bâtiment qui a pu exister dès avant que l'archevêque d'Aix Gui de Fos l'acquît de Gui de Cavaillon le 29 juin 1211, on ne connaît rien. Remontent peut-être à l'époque archiépiscopale (les Archevêques d'Aix sont seigneurs de Peyrolles de 1211 à 1474) et probablement au XIVe siècle certains murs constitués de blocs soigneusement équarris, comme dans l'aile nord ou dans le mur sud clôturant l'actuelle terrasse est (mur donnant sur l'actuel square Saint-Maximin), qui ont la même épaisseur remarquable de 1m54. Le mur de soutènement nord, où s'ouvre la Grotte aux Palmiers, remonte peut-être également à la même période.

### La résidence du roi René
Par échange entre l'archevêque d'Aix Olivier de Pennart et le comte de Provence, le roi René d'Anjou, le 18 novembre 1475, la seigneurie et le château de Peyrolles entrent dans le domaine comtal. Le roi René effectue de nombreux travaux pour faire de la forteresse une résidence : ses comptes signalent l'achat de bois pour établir une galerie, venus de Boscodon par la Durance, le voûtement de salles, des peintures, l'édification d'un escalier à vis, la confection de tapisseries. Il reste peut-être de cette époque la salle voûtée au rez-de-chaussée de l'aile nord appelée "cuisine du roi René", laquelle comporte les piédroits d'une cheminée monumentale de près de 5 mètres de long (aujourd'hui local technique de la chaufferie).

### Le domaine royal
Le roi de France Louis XI recueille en 1481 l'héritage du roi René puis de son neveu Charles du Maine. La seigneurie de Peyrolles demeure donc dans le domaine comtal devenu de fait royal. Il reste possession royale jusqu'au XVIIe siècle.
Les rois de France l'aliènent quelquefois à tel ou tel serviteur méritant, qui s'intitule "seigneur de Peyrolles", comme Honoré de Tributiis dans les années 1540. Durant le XVIe siècle, les guerres n'épargnent pas Peyrolles. C'est une bâtisse passablement ruinée que reçoit François-Marie de Caseneuve en 1587. Ce dernier, qui tiendra Peyrolles jusqu'à sa mort en 1606, entreprend de nouveaux grands travaux d'aménagements du corps de logis (aile nord).
Les quelques inventaire et états du XVIe siècle, dressés à l'occasion de la réunion au domaine royal ou de la concession par le roi permettent d'imaginer une forteresse de plan plutôt carré, avec au nord le corps de logis, jouxté d'une chapelle ; au sud, des écuries. La superficie devait correspondre à la cour d'honneur actuelle, moins la partie en hémicycle. Un mur fermait la cour à l'ouest, appuyé sur un gros rocher, ainsi qu'à l'est (probablement au milieu de la terrasse actuelle). Une "tour des prisons" avec un pigeonnier s'élevait à l'emplacement de l'actuel pavillon sud de la terrasse est.

### Le château des Laurens
En 1668, Louis XIV échange Peyrolles contre, entre autres, un salin à Berre, avec Henri de Forbin Maynier baron d'Oppède. Son fils le vend ensuite, le 4 mars 1681, au Grand Prévôt de la Maréchaussée de Provence, Antoine de Laurens. Lui et ses descendants transforment progressivement le château pour lui donner son aspect actuel.

#### Antoine de Laurens
Antoine de Laurens (mort en 1703) a déjà fait construire un hôtel particulier à Aix, quartier de Villeneuve, entre 1675 et 1680. La noblesse aixoise prend plaisir, en effet, à vivre à la fois dans un hôtel en ville, mais aussi dans une demeure à la campagne. Peyrolles, où l'épouse d'Antoine possède plusieurs propriétés, a aussi l'avantage de la proximité avec Aix. Il va entreprendre de faire du château de Peyrolles une demeure de plaisance.
On n'a pas de traces de travaux diligentés par Antoine de Laurens. Il est possible, d'après un  mémoire de 1704, que la présence du gros rocher à l'ouest ait présenté un obstacle. Peut-être l'approfondissement au nord du corps de logis (aile nord) a pu commencer dès avant 1704, et ce, malgré la très forte déclivité du rocher.

#### Pierre Ierde Laurens
Pierre de Laurens (mort en 1730) profite de l'approfondissement du corps de logis au nord, un parti ambitieux d'agrandissement sur plusieurs niveaux, compte tenu de la hauteur du rocher ; cela permet l'ouverture du logis au nord, sans doute sur un jardin. L'aile est également agrandie vers l'ouest. Le seigneur dispose ainsi de pièces au sud pour l'hiver (sur la cour) et au nord pour l'été. Plusieurs salles sont voûtées, dont une formant une petite galerie, au-dessus de la porte nord, elle-même surmontée d'une trompe.

#### Henri de Laurens
Jusqu'aux alentours de 1750, c'est le "gros rocher" de l'ouest qui fait l'objet de labeurs acharnés. À partir de 1758, Henri de Laurens (mort en 1762), fait établir une chapelle dans le corps de logis, et construire la terrasse orientale. Ses comptes témoignent de nombreux travaux d'aménagement des intérieurs. Il se porte acquéreur de maisons et écuries à l'ouest du château, la muraille de ce côté est abattue, comme la tour de l'est. C'est peut-être le signe du grand projet de retournement de l'axe du château pour l'ouvrir vers l'ouest comme aujourd'hui.

#### Pierre II de Laurens
Sous Pierre II de Laurens (mort en 1776) est élaboré le plan d'urbanisme établissant la place triangulaire de l'ouest (1766) et l'aile nord est sans doute surélevée et sa façade unifiée. Son plan laisse penser que la cour devait plutôt prendre une forme rectangulaire, comme l'hôtel de l'Estang-Parade à Aix.

#### Marie-Marguerite de Laurens
La mort de Pierre II ne semble pas introduire d'interruption dans le chantier. En 1778, sa veuve et héritière, Marie-Marguerite, pose la "première pierre" du château, probablement le début d'une nouvelle tranche de travaux ou de l'exécution du grand projet transformant la demeure somme toute modeste en un monument imposant doublant de superficie.
En 1778 encore apparaît un architecte : Esprit-Joseph Brun, architecte de la province, ce qui a pu le mettre en relation avec Pierre II, président à mortier au Parlement. Brun, veuf, se marie par ailleurs le 19 janvier 1760 à Peyrolles. Les deux pavillons de l'est sont élevés en 1778. Le corps central est commencé, et le grand escalier en pierre de Bonnieux est bâti en 1779, année où l'on convoie 1 100 charretées de pierres. En 1780 sont construits le nouveau portail sur la place triangulaire ainsi que les nouvelles cuisines dans l'aile sud. Les façades sont crépies en 1784.
Mais les relations avec la communauté des habitants se tendent, les travaux semblent être suspendus, et les éléments destinés à être sculptés sur les façades demeurent épannelés.

### Le château depuis leXIXesiècle

#### Démantèlement du domaine et du château
Après la Révolution, Marie-Marguerite de Laurens récupère château et terres par un procès en 1806. Après sa mort, en 1813, et celle, la même année, de sa fille Marguerite Henriette Adélaïde, veuve de Gilles-Dominique de Boisgelin de Kerdu, le domaine est démantelé. Le marquis d'Arlatan de Lauris récupère la totalité du château entre 1817 et 1827. En 1856, à la mort de sa fille, le château est vendu en neuf lots. Le marquis de Vivens s'en porte acquéreur, puis s'en dessaisit par lots à partir de 1861.

#### La mairie et les écoles (1863-années 1970)
En 1863, la commune achète une partie notable de l'édifice (corps central et deux tiers de l'aile nord). L'hôtel de ville quitte son siège de la rue de l'église (où il se trouvait depuis au moins le XVIIe siècle) pour s'installer au château avec les écoles communales. Le reste est partagé en de nombreuses propriétés ; leurs aménagements, dans l'aile sud, dans les communs dans l'hémicycle, modifient évidemment les façades et les volumes.
Pour les besoins de la mairie, des modifications sont apportées : division de la terrasse est en deux par un mur pour les cours de récréation, établissement d'un garage au rez-de-chaussée de l'aile nord, peut-être édification de l'escalier intérieur à la jonction de l'aile nord et du corps central.
Les écoles quitteront les lieux à partir de 1956 où est édifiée l'école élémentaire actuelle, entre les rues Barême et des Écoles. Les dernières classes (utilisées par l'école maternelle) seront libérées dans les années 1970.

#### Le château depuis leXXesiècle
Après la restauration de la façade du corps central en 1975, la mairie commencera des travaux de restauration complète dès les années 1990, en même temps qu'à partir des années 1980, elle mènera une politique de rachat systématique des propriétés sises dans le château. Les toitures des parties propriétés de la commune sont restaurées, avec les cheminées monumentales, dans les années 1990. Les terrasses est et nord sont débarrassées de leurs constructions adventices dans les mêmes années. Le balcon nord et le parapet de la terrasse nord sont restaurés dans les années 2010. L'éclairage extérieur fait l'objet d'une réfection complète dans les années 2020. L'établissement d'un programme de restauration complète dans les années 2000-2020 permet l'élaboration d'un projet de travaux en 2022 présenté au public par la Commune le 19 octobre. Une première tranche de travaux, portant sur la totalité des toitures, est effectuée en 2023 (réfection pour l'aile sud, révision pour le reste, restauration des cheminées).

Le château accueille aujourd'hui la mairie et divers services municipaux. Des concerts et des spectacles, et la foire du roi René (en avril), prennent également place dans les cours du château.

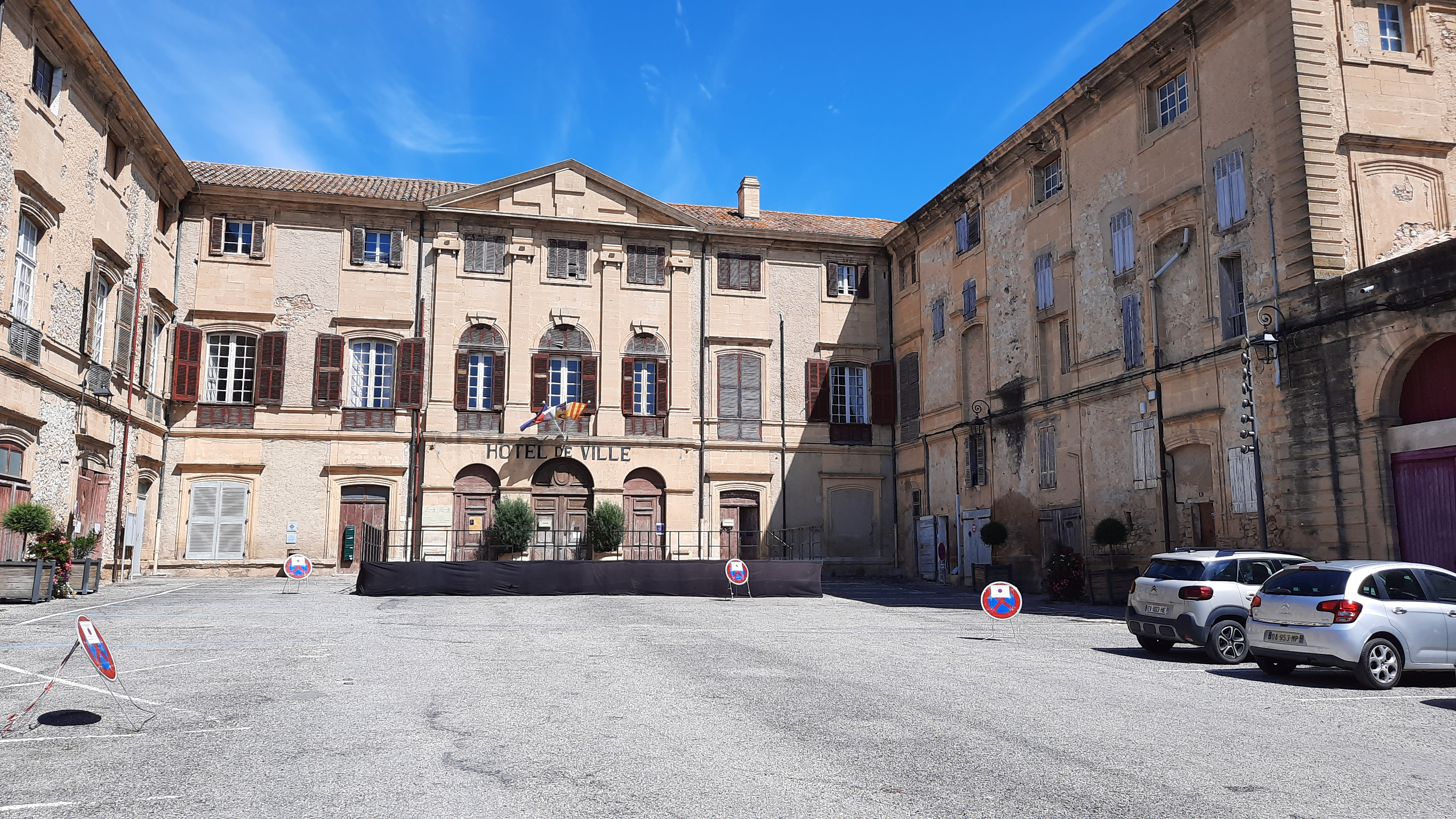
Château et hôtel de ville de Peyrolles-en-Provence, cour d'Honneur

Le château fait l’objet d’une inscription partielle et d'un classement partiel au titre des monuments historiques :
- Entrée, cour d'honneur, grand escalier avec sa rampe : inscrits par arrêté du 11 juillet 1942.
- Château en entier : inscrit par arrêté du 2 juin 1986.
- Façades et toitures de l'ensemble du bâtiment et du portail, terrasses nord et est avec leur soubassement et la Grotte aux Palmiers, fontaine de la terrasse est, rez-de-chaussée et 1er étage de l'aile nord et du corps central : classement par arrêté du 27 juin 1991.

## Description
Le château, de style classique, est constitué d'un corps central et de deux ailes encadrant une vaste cour en forme de U.
Le château se développe sur deux axes. L'architecture des grands aménagements du XVIIIe siècle suit un axe ouest-est, depuis la rampe d'accès jusqu'à la terrasse orientale ouvrant la perspective sur la vallée de la Durance en direction de Mirabeau. L'habitation suit l'axe historique du bâtiment, nord-sud, entre le village, des anciens jardins et la Durance.

### Chemin-Neuf et place urbaine
L'accès au château se fait par une rampe depuis l'ouest. Elle a été élevée au XVIIIe siècle, à travers un pâté de maisons (remises et écuries) et à travers la muraille médiévale du village. Ce dut être si "nouveau" qu'aujourd'hui encore, la rue se nomme "Chemin-Neuf".
La rampe aboutit à une petite place triangulaire, bordée de maisons à façades identiques (certaines ont été modifiées), reprenant le modèle des façades du château de ce côté-là (façades de part et d'autre du portail, façades sur la ruelle à gauche, actuelle rue de Boisgelin).

### Grand portail
Dans une demi-lune s'ouvre le grand portail à ordre dorique de 1780. Son imposant couronnement est demeuré en attente de sculpture, comme le fronton au revers du portail.

### Cour d'honneur
La cour, en pente, ne manque pas d'accentuer l'effet de monumentalité du bâtiment.
Les façades du château sont rythmées par des travées signalées par des pleins se détachant du mur.
En prolongement des ailes du château, deux corps de bâtiments à un niveau d'arcades ferment la cour en hémicycle  sur le portail (trois travées droites puis quatre en courbe).
À droite (au sud) se trouvaient les écuries et des remises, à gauche (au nord) des logements. Ces parties ont été plus ou moins profondément modifiées depuis le XIXe siècle.

### Corps central
Face au portail, le corps central ferme spectaculairement la cour. Un avant-corps avec pilastre, pourvu de trois ouvertures, est surmonté d'un fronton, là encore demeuré épannelé.
Cette aile n'a jamais été destinée au logement. Elle abrite le grand escalier en pierre de Bonnieux, doté d'une cage gigantesque que prolongent au rez-de-chaussée un vestibule et à l'étage un grand palier, comme de tombeaux hôtels aixois.

### Aile sud
Dépourvue de tout décor, sans doute inachevée, l'aile sud abritait cuisines et communs. Face à l'aile d'habitation, elle assurait aussi un vis-à-vis masquant le village.
Au sud, du côté du village, l'aile s'appuie sur un mur ancien portant des traces d'incendies et présentant plusieurs archères. Le mur qui le prolonge vers l'est, et qui ferme la terrasse est du château, est plus certainement médiéval.

### Aile nord
C'est le logis seigneurial, établi à la place et partiellement sur la demeure ancienne. Derrière la façade sobre se trouvent les anciens appartements, à l'étage, et divers salons, une petite galerie voûtée et la chapelle, au rez-de-chaussée. Elle donne à la fois au midi, sur la cour d'honneur et sur la terrasse est, et au nord, sur la terrasse nord. Cette double orientation offre l'avantage d'avoir des pièces fraîches pour l'été (au nord) et chaudes pour l'hiver (au sud).
C'est dans cette aile que se trouve tout le décor conservé. Quelques ferronneries anciennes : rampe du grand escalier, garde-corps du balcon sur la terrasse nord, garde-corps des fenêtres du premier étage donnant sur la terrasse est. Quelques cheminées ont conservé leur manteau en marbre du XVIIIe siècle.
Enfin, un grand décor de gypseries du XVIIIe siècle est largement conservé :
- rez-de-chaussée : pièces sur la terrasse est ; salon à l'extrémité ouest de l'aile (décor amputé par la création d'une cloison et d'un escalier) ; salon entre la chapelle et le corps central (actuel garage et entrée des bureaux de la mairie).

- premier étage : deux grandes pièces sur le balcon au nord ; pièce au sud sur la cour d'honneur ; pièces à l'est donnant sur la terrasse orientale.

### Terrasse est
Établie au revers du corps central (qui n'offre guère qu'une façade presque aveugle de ce côté-là qui est du "côté de la pluie"), elle est encadrée par deux pavillons. Son soutènement à l'est est assuré par une rangée d'arcades, au milieu desquelles prenait place une fontaine. Sans doute à deux niveaux à l'origine, la terrasse a été comblée à une époque encore inconnue pour devenir une grande cour de plain-pied avec le rez-de-chaussée du château.
Au mur de clôture méridional de la terrasse est adossée une fontaine monumentale décorée d'une statue, représentant probablement la mort de Milon de Crotone.
Des jardins s'étendaient vers l'est dans les Taillons, avec un bassin (toujours porté sur les plans du cadastre de 1813). Demeurent de cet aménagement une maisonnette carrée dite "maison du jardinier", et des vestiges de murs de clôture.

### Terrasse nord
Depuis le pré situé aux pieds du château, appelé couramment "champ des Pommiers", où se trouvaient des jardins, deux rampes, partiellement ruinées, à montée divergentes puis convergentes donnent accès à la terrasse nord, bordée d'un parapet en pierre de taille. Sur cette terrasse l'étage de soubassement de l'aile nord s'ouvre par une porte surmontée d'une trompe sur le pan et un balcon (dépourvu de sa grille). Cette porte permet d'accéder à l'étage (niveau du rez-de-chaussée sur la cour d'honneur) à une petite galerie voûtée, puis aux autres pièces et salons de ce niveau. Au premier étage de l'aile nord, un immense balcon rachète la différence de profondeur avec le rez-de-chaussée.

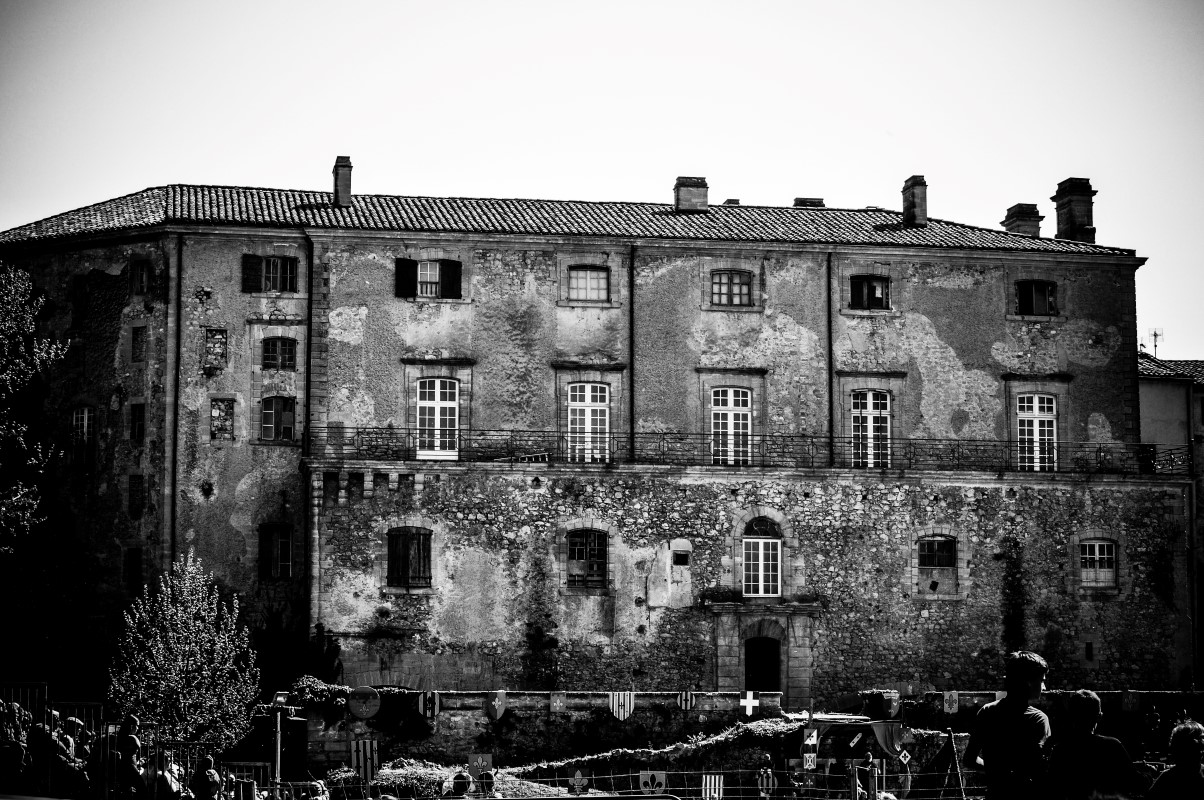
Château de Peyrolles-en-Provence, façade Nord, 2014
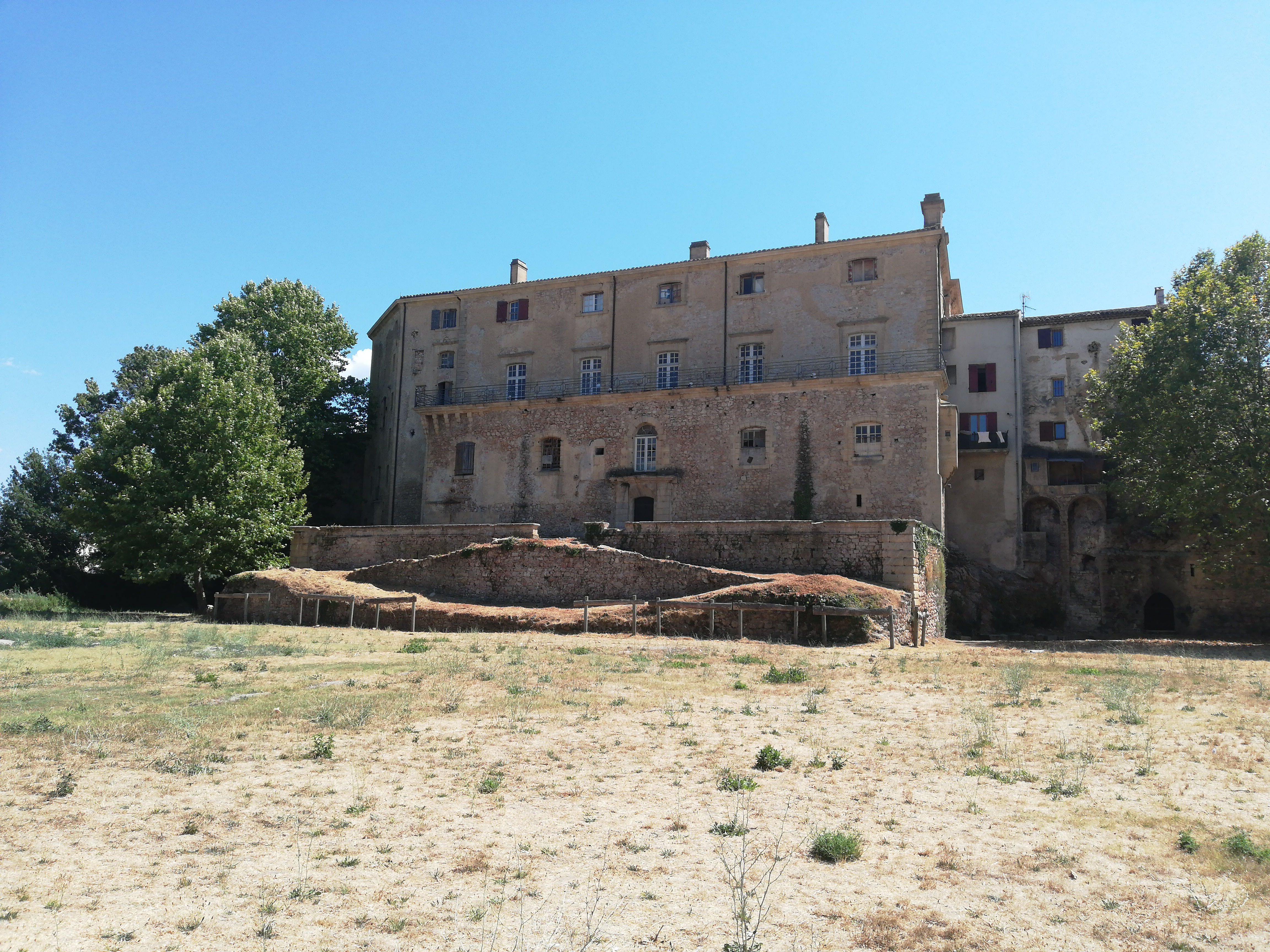
Château de Peyrolles-en-Provence, façade Nord et esplanade, 2022
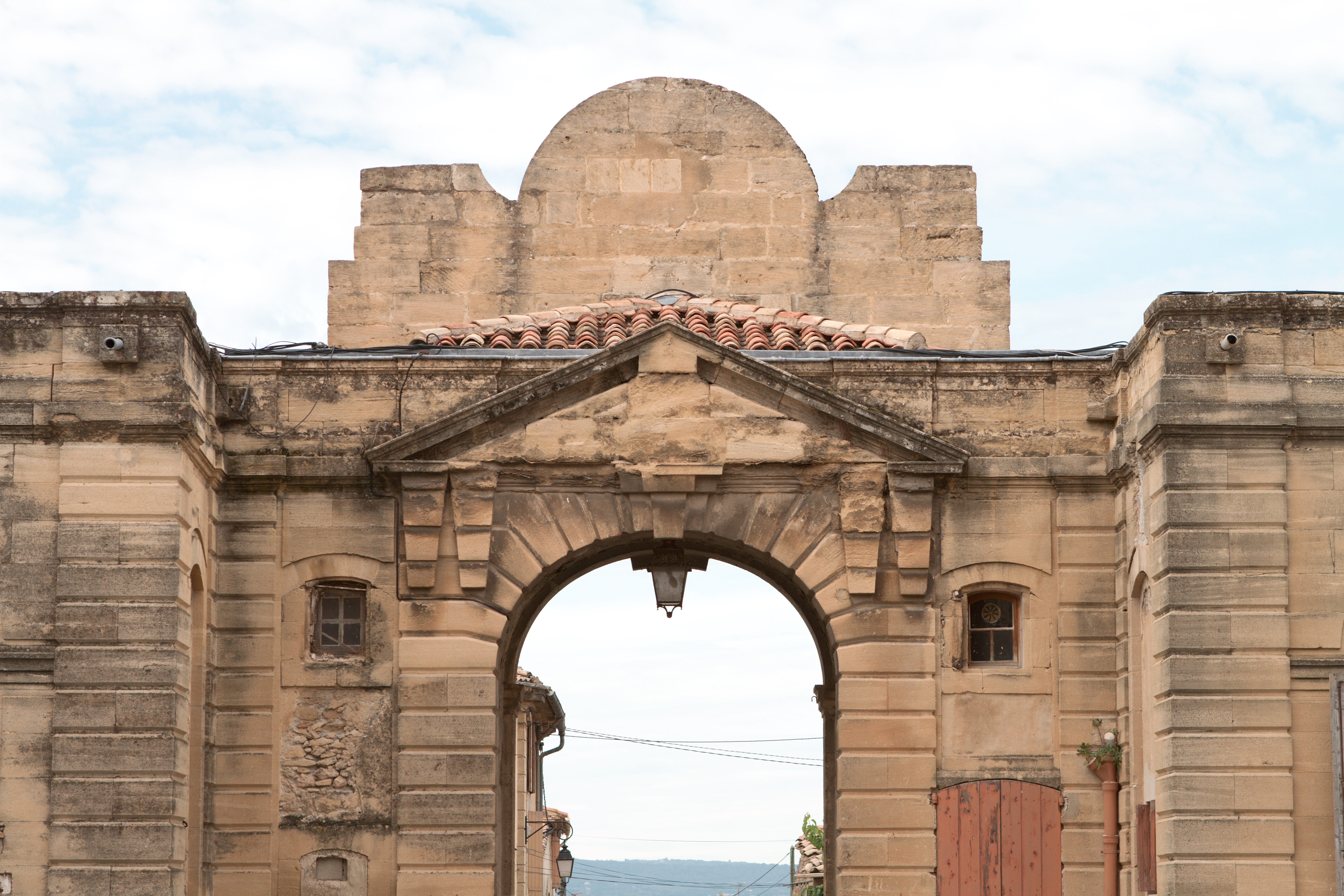
Château de Peyrolles-en-Provence, portail, intérieur
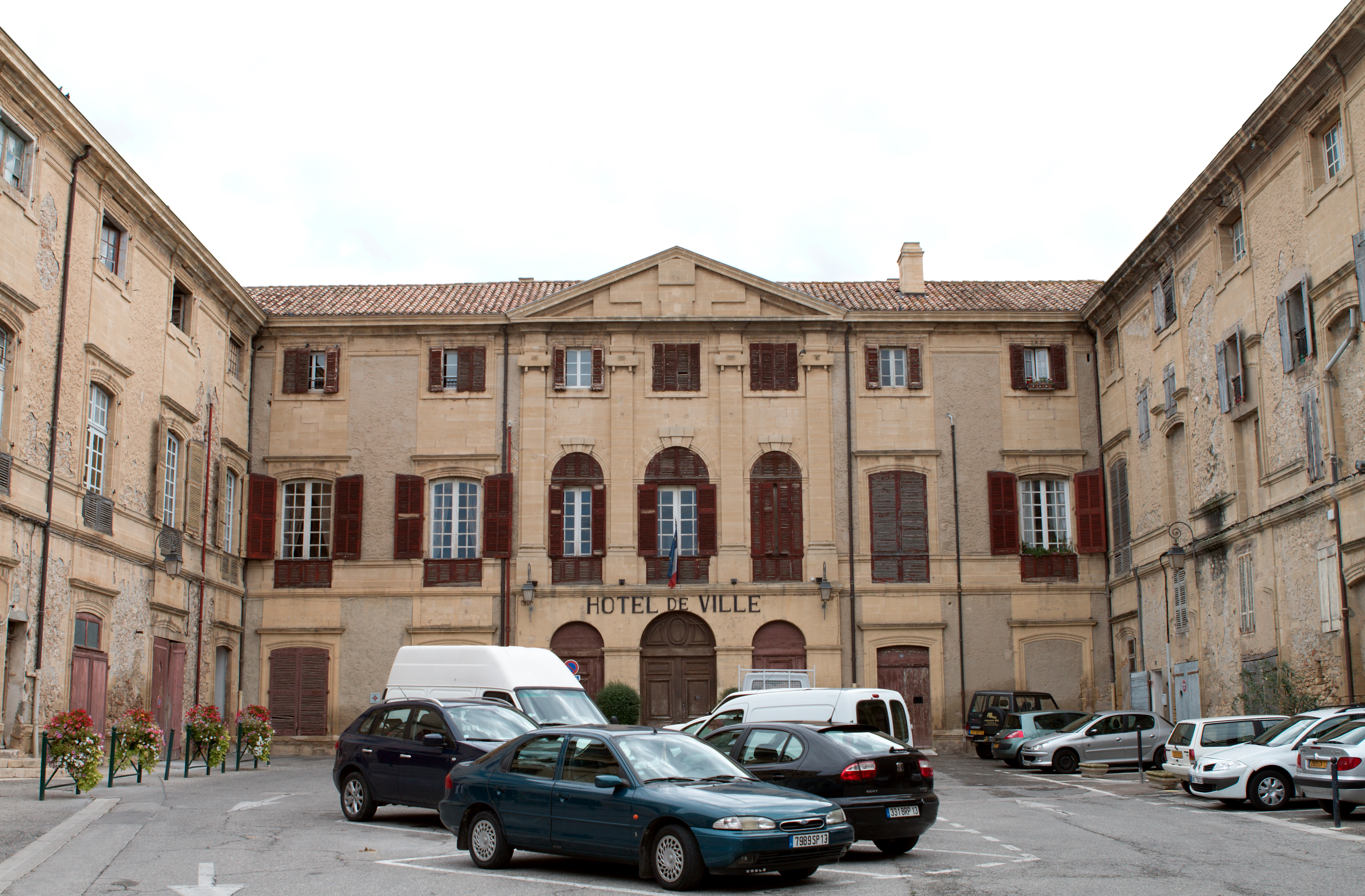
Château de Peyrolles-en-Provence, cour d'Honneur

## A proximité immédiate
Au pied du château, dans le rempart Nord, une belle porte en arc brisé fermée par un portail de fer forgé indique l'entrée de la Grotte aux Palmiers, site unique en Europe, abritant une quinzaine d'empreintes de palmiers fossilisées vieilles de 6,5 millions d'années. Un des troncs fossiles mesure 1m de diamètre et 2m de haut. Cette grotte redécouverte en 1979 était bien connue des habitants qui s'en servaient de réserve alimentaire.
Une visite guidée peut être demandée auprès du service tourisme.